# Monica (fusée)
Pour les articles homonymes, voir Monica.
Monica est une petite fusée-sonde française. Elle a été conçue comme une contrepartie moins chère des fusées Véronique, relativement onéreuses. Elle a été construite en plusieurs versions, qui mesuraient entre 3,05 et 6,27 m de long et pour une masse au décollage comprise entre 62 et 154 kg. Monica était une fusée à trois étages, qui brûlaient tous du combustible solide. Le premier étage fournissait 450 daN pendant 3 secondes et les deux étages supérieurs fournissaient 50 daN pendant respectivement 15 et 5,5 secondes. Elle a été lancée à plusieurs reprises entre 1955 et 1962 sur le site de lancement du CIEES à Hammaguir, en Algérie française, et sur le site de l'Île du Levant en France. Le processus de conception du Monica a rencontré un certain nombre de difficultés, qui ont conduit à de nombreux échecs et à l'annulation anticipée du programme en 1962. Toutefois, des éléments de sa conception ont été intégrés par la suite dans des lanceurs expérimentaux de l'ONERA qui ont connu plus de succès.